# サノス (イカゲーム)
サノス (英語: Thanos、韓国語: 타노스、タノス)は、韓国のドラマ『イカゲーム』のシーズン2に登場する架空のラッパー。本名はチェ・スボン (韓国語: 최수봉)で、本作品ではプレイヤー230番としてゲームに参加した。演じた俳優はT.O.P (チェ・スンヒョン)で、日本語吹き替えは増田俊樹が行った。

## キャラクターの形成
出典:
T.O.Pと監督のファン・ドンヒョクは何度も話し合い、見たこともないようなウザいキャラクターを創作した。視聴者を不快な気分にさせるためにわざと古臭くて大げさな身振りや感情表現を行ったと言い、過去にしがみついている落ちぶれたラッパーだと分からせるよう言葉遣いも年齢の割に古いものを使っている。元の脚本ではラップのリリックはもっと長かったが、T.O.Pは上手すぎない短いリリックへ変更した。爪のマニキュアはT.O.Pが提案したものであり、サノスのウザさを倍増させ面白くなると思ったと語った。
T.O.P自身も演技をする際には幼稚なサノスに笑いをこらえたり気が変になりそうになったりしながらも、サノスの単純ではっきりとした性格を強調することに注力した。演技時には意識的に精神年齢を小学生レベルに下げ、向こう見ずで哀れなサノスのディティールを強調したという。韓国外の視聴者を面白がらせるため、あえて英語の発音は悪くした。「マッチゲーム」におけるカウボーイが縄を回す時のような動きはアドリブだが、ナムギュと腕を組んで踊るのは監督の指示である。争うことの多かったイ・ミョンギ役のイム・シワンとは何度も話し合い、監督の指示で喧嘩は下手に見えるようにした。
T.O.Pはサノスの死亡シーンが多くの視聴者にとって予想外で衝撃があったことに満足しており、サノスのキャラクターが世界中に愛されるとは思っていなかったが、サノスを世に生み出せたことを誇りに思っていると語った。

## 人物

### 基礎情報
1997年生まれ、無宗教のラッパーで、ラップバトル大会で準決勝に残るほどの実力者であるが、現在では落ちぶれている。ゲーム開始前の写真撮影の際には約10人が駆け寄る程度には人気があり、その後ファンの一人ギョンスをチームメイトにしている。名前の通りマーベルコミックスのスーパーヴィラン「サノス」をモチーフにしており、キャラクターの肌色と同じ紫色の髪、インフィニティストーンを思わせる5色のネイルが特徴的である。英語を話しているがアメリカ合衆国には一度も行ったことがなく勉強もしていないので、あまり発音はよくなくなまっている上に文法も完全に誤っている。
イ・ミョンギが運営するYouTuberのMGコインが動画内で投資を促した「ダルメシアン」という暗号資産に投資したが、失敗したため11億9000万ウォンの債務を持っており、ミョンギに補償を求めている。自殺しようと漢江の橋に行ったところ、スカウトマンのようなスーツ姿に招待状を貰ったことでゲームに参加する。また、同様の理由で債務を持つナムギュとクラブで意気投合したと話すが、名前をナムスと何度も間違えていたり、「5人6脚 近代五種」でナムギュの意見を無視したりするなど、ナムギュを見下しており、またナムギュも「何度タダ酒を出したか」「クソ野郎」と言うなどサノスを嫌っている。
前述の通り、自身に損害をもたらしたミョンギを目の敵にしており、昼食を顔に押し付けたり暴行したりするが、ミョンギをかばったファン・イノを挑発したことで袋叩きに合う。投票では一貫してゲームの続行を選択し、ミンスにもゲームの続行とクリア後の賠償を強要するが、「債務を返済したあとは幸せをつかめ」と話している。

### 作中の動向
サノスは第1ゲーム「だるまさんがころんだ」開始前に自身のファンにたいして写真撮影をしていたほか、196番のカン・ミナをナンパしていた。しかし、首にハチが止まったことに驚いたミナが脱落したことで動揺する。周囲が大混乱になる中、恐怖から逃げるために隠し持っていた麻薬（MDMAと思われる）を摂取する。これにより気分が高揚し、列の後ろから3人を突き飛ばし殺害したり、スキップや両手を振り回して走ったりするなどしてゲームをクリアする。
第2ゲーム「5人6脚 近代五種ゲーム」ではナムギュとギョンス、また新たにナンパしたセミと一緒にいたミンスと共にグループになり、最後のチェギ蹴りを担当する。恐怖で手の震えるナムギュに麻薬を懇願され、仕方なく1錠を渡す。なおチェギ蹴りを行うシーンはカットされてダイジェストになっていたが、ナムギュがコマを回そうとする際に隣で腕を回すなどゲームを楽しんでいる描写があった。
第2ゲーム終了後、トイレで用を足していたミョンギと口論になり壁に押さえつけるが、ファン・イノに発見され、その場では何も起こらなかった。
第3ゲーム「マッチゲーム」では麻薬による高揚でナムギュと腕を組んで踊っている。4人で組む際にはギョンスを蹴り飛ばして成功したが、夢中で逃げるうちにギョンスのことを忘れ、扉の隙間からギョンスが撃たれるところを見て「お前ら、ギョンスをどこに置いてきた」と叫ぶ。3人で組む際は半ば強引にじゃんけんを行いセミを除く。最後に2人組を作る際は際はナムギュと組み、前方にいた2人を蹴り飛ばして退かし、終了後「ミンスを連れて行ったはずだった」と言い訳する。
3回目の投票ではミンスが中止を選択したことに怒り、トイレの中でミンスをナムギュと共に脅すが、ミョンギが止めに入ったことがきっかけとなり、続行派と中止派の間で乱闘が発生。最初はミョンギに馬乗りになって殴打、首を絞めていたが、食事で渡されていたフォークで首を2度刺され、そのまま失血死する。
その後、麻薬の入ったケースと首に刺さったままのフォークはナムギュによって奪われ、麻薬はサノスの死後2錠がナムギュに、残りの2錠がミンスに服用される。また、フォークはスペシャルゲームでナムギュかセミを刺殺する凶器に用いられる。
最終ゲーム「天空イカゲーム」では、サノスは麻薬を服用したミンスが見る幻覚として登場する。柱の縁に立つミンスに対して「ヤク切れ？やるよ」と薬を見せるが、直後に幻覚がナムギュに変わってミンスを脅し、サノスとナムギュの幻視が入れ替わり続けてミンスを苦しめる。

## 評価
サノス役に抜擢されたT.O.Pは2017年に大麻使用の容疑で執行猶予を宣告されており、イカゲームシーズン2へのキャスティングへの批判が上がっている。

### 韓国
T.O.Pが起用されたことで韓国では論争が起こり、MBCの番組『Live This Morning』では、イカゲームシーズン2を紹介する際にサノスの顔をぼかして放送した。T.O.Pはイ・ジョンジェやイ・ビョンホンと交流があったためその縁故関係からキャスティングされたと考える人もいたが、イ・ジョンジェとイ・ビョンホンはそれを否定している。T.O.Pはイカゲームの主要なプロモーションイベントを欠席したため視聴者からは論争のために外されたと考えられていたが、ファン・ドンヒョク監督は、キャスティングの時点からインタビューなどの計画はなく、T.O.Pが過去を話す準備ができてから場を用意しようと思っていたとこの説を否定した。ファン監督は[過去に9年間の活動休止期間があったため] T.O.Pがドラマで何かの役を演じるというだけで、相当度胸が必要だったと思う。しかも、その役にはT.O.P自身と非常にネガティブな面で共通点があるのだから […] 引き受けるのには勇気が必要だっただろうと話し、未だ許されていないことに驚いていた。
演技の面でも否定的な意見が多かった。ファン監督はT.O.Pの漫画的で誇張された演技はシーズン1のハン・ミニョやチャン・ドクスにも見られ、この2人も公開当初は否定的な意見があったと話した。韓国ではリアリティーのある演技の方が演技力があると認められやすく漫画的なキャラクターは賛否が分かれる傾向にあるとも述べ、サノスの滑稽でかっこつけた態度を取りさらに麻薬で高揚していたような演技を否定的に見られたことに遺憾の意を示した。評論家のデイビッド・ティザードは何時間も人々の頭が吹き飛ばされていくのだけを見るよりも、多少のユーモアが含まれている方がよいと述べ、T.O.Pの演技をクエンティン・タランティーノの映画に登場するエキセントリックな人物に例えて評価した。また、数年前に大麻の報道でメディアから執拗に叩かれたことを演技に昇華させていると述べたと述べた。

### その他
ファン監督は大麻が合法な国もあるので、韓国以外ではT.O.Pの起用が問題にされることは無いだろうと感じており、実際に国際的な評価は韓国と比べ肯定的だった。Netflixが行ったシーズン2のお気に入りのキャラクターを調べるアンケートで、サノスは70万人のうち半数の投票を得て1位となった。シャノン・ミラーはIGNへの寄稿でT.O.Pの演技を賞賛して、… 完璧なフィジカルコメディー、怒り、悲劇的なまでの向こう見ずさをサノスというキャラクターに吹き込んでいる。視聴者は恐怖で息を呑むが、もっと見たいとも思わせられる。と述べた。TheWrapのライターであるウィリアム・グッドマンはサノスに対してテレビ史に残る悪役の列に並ぶ際限なく魅力的と述べ賞賛している。同じくTheWrapのライターであるケイラ・コブはサノスが作品に狂気的なエネルギーを注ぎ込んでいると述べている。Men's Healthの編集者エヴァン・ロマーノはサノスを信じられないほどイライラさせられるが、まさに制作者の狙い通りに仕上がったキャラクター最悪であることが最高だと賞賛している。スクリーン・ラントの編集者アマンダ・マレンによると、サノスの死は、シーズン3がサノスのユーモアを交える暇もないような暗い展開になることを予測させる。ComicBook.comのライターであるエヴァン・バレンタインはサノスというキャラクターは、現代の若者がどれだけ追い詰められうるかということ、またたとえ有名人であっても自分自身の選択からは逃れられないことを表現していると述べ、また薬物依存症という属性もまた現実に残る問題として作品にリアリティーを加えていると評価した。
韓国に比べて肯定的な意見が多い一方で、否定的な意見も存在する。Looperのライターであるマイク・べダードは、シーズン1でのドクスのようなキャラクターではなく新たなサノスというキャラクターを入れたことを評価した上で、サノスを場違いで最悪な新キャラクターとし、完全な悪役でも同情できる悪役でもなく方向性が曖昧で、ドクスよりも劣ると述べた。コライダーの編集者テレーズ・ラックソンは、サノスが深みやバックボーンがないカリカチュア的な存在で、悪役としてもアニメのようでリアリティーに欠けると述べている。ガーディアンのコラムニストであるレベッカ・ニコルソンはサノスを漫画のようで酷いと評価し、最近のテレビで最も苛立たしいキャラクターの一人だとしている。

### エピソード
出典番号と話数は必ずしも一致しない。
1. 1 2 3 4 5 6  ファン・ドンヒョク「もう一勝負」『イカゲーム』〈第2シリーズ、第5話〉（韓国語）、2024年12月26日。Netflixより閲覧。
2. 1 2 3 4 5 6 7 8  ファン・ドンヒョク「O X」『イカゲーム』〈第2シリーズ、第6話〉（韓国語）、2024年12月26日。Netflixより閲覧。
3. 1 2 3 4 5 6  ファン・ドンヒョク「001」『イカゲーム』〈第2シリーズ、第3話〉（韓国語）、2024年12月26日。Netflixより閲覧。
4. 1 2 3 4 5 6  ファン・ドンヒョク「6本の脚」『イカゲーム』〈第2シリーズ、第4話〉（韓国語）、2024年12月26日。Netflixより閲覧。
5. 1 2 3 4  ファン・ドンヒョク「敵か味方か」『イカゲーム』〈第2シリーズ、第7話〉（韓国語）、2024年12月26日。Netflixより閲覧。
6. 1 2  ファン・ドンヒョク「星の輝く夜に」『イカゲーム』〈第3シリーズ、第2話〉（韓国語）、2025年6月23日。Netflixより閲覧。
7. 1 2  ファン・ドンヒョク「○△□」『イカゲーム』〈第3シリーズ、第5話〉（韓国語）、2025年6月23日。Netflixより閲覧。

### その他
1. ↑  「「イカゲーム」T.O.P、社会と断絶状態だった時期　ラッパー・サノス役で復帰「想像もしていなかった」」『Yahoo!ニュース』2025年2月1日。2025年3月10日閲覧。
2. ↑  「『イカゲーム』シーズン2に榎木淳弥ら吹き替え声優決定　コン・ユ×諏訪部順一“二大セクシー”特別映像も」『Yahoo!ニュース』2024年12月25日。2025年3月10日閲覧。
3. 1 2 3  『サノスの名シーンをチェ・スンヒョンが解説 | イカゲーム | Netflix Japan』Netflix、2025年2月5日。2025年7月16日閲覧。
4. ↑  「「イカゲーム2」サノスの紫ヘアは本人のアイデア」『シネマトゥデイ』2025年1月9日。2025年7月16日閲覧。
5. ↑  “Squid Game 2 Actor T.O.P Snubbed AGAIN: His Blurred Face During Live Show Sparks Controversy” (英語). News 24（英語版）. (2025年1月8日) 2025年4月1日閲覧。
6. ↑  キム・ジョンウン (2025年1月10日). “'오겜2' 탑, 인터뷰 진행 확정…마약·인맥캐스팅 논란 정면돌파 [공식”] (朝鮮語). TVDaily（朝鮮語版） 2025年7月14日閲覧。
7. 1 2 3 4  “T.O.P to confront 'Squid Game' casting, drugs, acting disputes in interview” (英語). コリアタイムス. (2025年7月16日)
8. 1 2 3  “'오징어게임2' 감독, 탑 연기 혹평에 "약에 취한 타노스 잘했다 생각" [인터뷰②”] (朝鮮語). 朝鮮日報. (2025年1月5日) 2025年7月14日閲覧。
9. ↑  Esther Kang (2024年12月28日). “Squid Game Director Calls Season 2 a 'Comeback' for K-Pop Star T.O.P. After Marijuana Scandal: 'A Lot of Guts' (Exclusive)” (英語). People 2025年7月16日閲覧。
10. ↑  キム・ガヨン (2025年1月5日). “'오겜2' 감독 "빅뱅 탑, 그렇게 용서받지 못한 줄 몰랐다"” (朝鮮語). 朝鮮日報 2025年7月14日閲覧。
11. ↑  David A. Tizzard (2025年1月4日). “Tarantino, Thanos, and Aliens in Squid Game 2” (英語). コリアタイムス 2025年7月16日閲覧。
12. ↑  イ・ユナ「탑 '약 빤 연기' 해외에서 통했다 "'오겜2' 최고 뉴 캐릭터=타노스" [종합]」『朝鮮日報』2025年1月10日。2025年7月14日閲覧。
13. ↑  SHANNON, MILLER (2024年12月31日). “Squid Game Season 2 Review” (英語). 2025年7月16日閲覧。
14. ↑  Goodman, William (2024年12月26日). “'Squid Game' Season 2 Review: Netflix's Smash Hit Returns More Brutal, Haunting and Entertaining Than Ever” (英語). The Wrap. 2025年7月16日閲覧。
15. ↑  Cobb, Kayla (2025年1月1日). “Who Plays Thanos in 'Squid Game' Season 2? How Choi Seung-Hyun, aka TOP, Brought His Rapper Persona to Netflix” (英語). The Wrap. 2025年7月16日閲覧。
16. ↑  Romano, Evan (2025年1月2日). “Thanos Is the Best at Being the Worst in Squid Game Season 2” (英語). Men's Health. 2025年7月16日閲覧。
17. ↑  Mullen, Amanda (2025年1月5日). “Thanos' Fate In Squid Game Season 2 Is More Important Than You Think For A Sinister Reason” (英語). Screen Rant. 2025年7月16日閲覧。
18. ↑  Valentine, Evan (2025年1月8日). “Squid Game: Is Thanos The Rapper Too Silly?” (英語). Comic Book. 2025年7月16日閲覧。
19. ↑  Bedard, Mike (2024年12月26日). “Squid Game Season 2's Worst New Character Feels Completely Out Of Place” (英語). Looper. 2025年7月16日閲覧。
20. ↑  Lacson, Therese (2024年12月26日). “'Squid Game' Season 2 Review: New Games, New Players, Still as Subtle as a Sledgehammer” (英語). Collider. 2025年7月16日閲覧。
21. ↑  Nicholson, Rebecca (2024年12月26日). “Squid Game season two review – TV that will make you uncomfortably bloodthirsty indeed” (英語). ガーディアン. 2025年7月16日閲覧。